# Sender Merzig
Der Sender Merzig ist eine Sendeanlage des Saarländischen Rundfunks zur Ausstrahlung von Hörfunksignalen. Er befindet sich auf dem Nackberg südwestlich der Ortschaft Hilbringen. Als Antennenträger kommt ein freistehender Rohrmast zum Einsatz.
Der Sender versorgt hauptsächlich die Stadt Merzig.

## Frequenzen und Programme

### Analoger Hörfunk (UKW)
| Frequenz (MHz) | Programm                | RDS PS   | RDS PI | Regionalisierung | ERP (kW) | Antennendiagramm rund (ND)/gerichtet (D) | Polarisation horizontal (H)/vertikal (V) |
| -------------- | ----------------------- | -------- | ------ | ---------------- | -------- | ---------------------------------------- | ---------------------------------------- |
| 89,3           | SR 1 Europawelle        | __SR_1__ | D3B1   | –                | 0,1      | D (20–90°)                               | H                                        |
| 92,1           | SR kultur               | SRkultur | D3B2   | –                | 0,1      | D (20–90°)                               | H                                        |
| 92,6           | bigFM                   | _bigFM__ | 10B2   | Saarland         | 0,5      | D (20–90°)                               | H                                        |
| 98,0           | SR 3 Saarlandwelle      | __SR_3__ | D3B3   | –                | 0,1      | D (20–90°)                               | H                                        |
| 103,0          | Radio Salü              | _SALUE__ | D3B8   | –                | 0,1      | D (20–90°)                               | H                                        |
| 105,1          | Radio Saarschleifenland | ___RSL__ | D3BA   | –                | 0,1      | D (20–90°)                               | H                                        |

### Analoges Fernsehen (PAL)
Vor der Umstellung auf DVB-T liefen hier die folgenden analogen TV-Sender:
| Kanal | Frequenz (MHz) | Programm       | ERP (kW) | Antennendiagramm rund (ND)/ gerichtet (D) | Polarisation horizontal (H)/ vertikal (V) |
| ----- | -------------- | -------------- | -------- | ----------------------------------------- | ----------------------------------------- |
| 10    | 210,25         | Das Erste (SR) | 0,01     | D                                         | H                                         |
| 49    | 695,25         | ZDF            | 0,06     | D                                         | H                                         |
| 56    | 751,25         | SR Fernsehen   | 0,06     | D                                         | H                                         |